# My Love Is Your Love
My Love Is Your Love là album phòng thu thứ tư của ca sĩ người Mỹ Whitney Houston, phát hành ngày 17 tháng 11 năm 1998 bởi Arista Records. Đây là album phòng thu đầu tiên của Houston sau tám năm, kể từ I'm Your Baby Tonight (1990), mặc dù cô vẫn phát hành một số tác phẩm nhạc phim xuyên suốt thập niên 1990. My Love Is Your Love là một bản thu âm hip hop và R&B kết hợp với những âm hưởng của pop, phúc âm và dance, trong đó Houston đóng vai trò điều hành sản xuất với cộng tác viên lâu năm Clive Davis. Cô hợp tác với nhiều nhạc sĩ và nhà sản xuất đương đại, như Rodney Jerkins, Soulshock & Karlin, Missy Elliott, Wyclef Jean, David Foster, Lauryn Hill và Babyface. Ngoài ra, album còn có sự tham gia góp giọng của Elliott, Faith Evans và Kelly Price, bên cạnh bản song ca với Mariah Carey cho nhạc phim The Prince of Egypt là "When You Believe" cũng được đưa vào đĩa nhạc. Album gây chú ý vì kết hợp hip hop vào âm nhạc của Houston, vốn ít được sử dụng trong những tác phẩm trước của cô.
Mặc dù vấp phải nhiều nghi vấn khi chỉ được thu âm trong hai tháng, My Love Is Your Love nhận được những phản ứng tích cực từ các nhà phê bình âm nhạc, những người gọi đây là dự án xuất sắc nhất trong sự nghiệp của Houston. Album cũng giúp nữ ca sĩ nhận được bảy đề cử giải Grammy tại lễ trao giải thường niên lần thứ 42, bao gồm Album R&B xuất sắc nhất. My Love Is Your Love gặt hái những thành công lớn về mặt thương mại, đứng đầu các bảng xếp hạng ở Áo, Hà Lan và Thụy Sĩ, đồng thời lọt vào top 10 ở 16 quốc gia khác, bao gồm vươn đến top 5 ở Bỉ, Đan Mạch, Phần Lan, Pháp, Đức, Na Uy và Vương quốc Anh. Album ra mắt ở vị trí thứ 13 trên bảng xếp hạng Billboard 200 tại Hoa Kỳ với 123,000 bản được tiêu thụ trong tuần đầu, trở thành album đầu tiên của Houston không lọt vào top 10. Tuy nhiên, đĩa nhạc trụ vững trên bảng xếp hạng trong hơn một năm sau một loạt những đĩa đơn thành công, và được chứng nhận bốn đĩa Bạch kim từ Hiệp hội Công nghiệp ghi âm Mỹ (RIAA).
Năm đĩa đơn đã được phát hành từ My Love Is Your Love. Đĩa đơn đầu tiên "When You Believe" thành công ở nhiều thị trường quốc tế, và chiến thắng một giải Oscar cho Bài hát gốc xuất sắc nhất. Ba đĩa đơn tiếp theo, "Heartbreak Hotel", "It's Not Right but It's Okay" và "My Love Is Your Love" đều lọt vào top 5 trên bảng xếp hạng Billboard Hot 100, trong đó "It's Not Right but It's Okay" giúp Houston đạt giải Grammy thứ sáu trong sự nghiệp cho Trình diễn giọng R&B nữ xuất sắc nhất. Để quảng bá album, nữ ca sĩ xuất hiện và trình diễn trên nhiều chương trình truyền hình và lễ trao giải lớn, như Late Show with David Letterman, The Oprah Winfrey Show, giải thưởng Âm nhạc Mỹ năm 1999, giải Oscar lần thứ 71 và giải Grammy lần thứ 42, cũng như thực hiện chuyến lưu diễn My Love Is Your Love World Tour với 60 buổi diễn ở Châu Âu và Bắc Mỹ. Tính đến nay, My Love Is Your Love đã bán được hơn 10 triệu bản trên toàn thế giới, trở thành một trong những album bán chạy nhất lịch sử của nghệ sĩ nữ.

## Danh sách bài hát
| STT | Nhan đề                                                     | Sáng tác                                                                  | Sản xuất                | Thời lượng |
| --- | ----------------------------------------------------------- | ------------------------------------------------------------------------- | ----------------------- | ---------- |
| 1.  | "It's Not Right but It's Okay"                              | Rodney Jerkins Fred Jerkins III LaShawn Daniels Isaac Phillips Toni Estes | R. Jerkins              | 4:52       |
| 2.  | "Heartbreak Hotel" (hợp tác với Faith Evans và Kelly Price) | Kenneth Karlin Tamara Savage Carsten Schack                               | Soulshock and Karlin    | 4:41       |
| 3.  | "My Love Is Your Love"                                      | Wyclef Jean Jerry "Wonder" Duplessis                                      | Jean Duplessis          | 4:21       |
| 4.  | "When You Believe" (song ca với Mariah Carey)               | ^a                                                                        | Babyface                | 4:32       |
| 5.  | "If I Told You That"                                        | R. Jerkins F. Jerkins Daniels Estes                                       | R. Jerkins              | 4:37       |
| 6.  | "In My Business" (hợp tác với Missy "Misdemeanor" Elliott)  | Elliott Kelvin "K.B." Bradshaw Lloyd "Spec" Turner                        | Elliott Bradshaw Turner | 3:27       |
| 7.  | "I Learned from the Best"                                   | Diane Warren                                                              | David Foster            | 4:19       |
| 8.  | "Oh Yes"                                                    | Elliott Bradshaw Turner                                                   | Elliott Bradshaw Turner | 6:47       |
| 9.  | "Get It Back"                                               | Houston R. Jerkins F. Jerkins Daniels Estes                               | R. Jerkins              | 4:53       |
| 10. | "Until You Come Back"                                       | Babyface Daryl Simmons                                                    | Babyface                | 4:52       |
| 11. | "I Bow Out"                                                 | Warren                                                                    | Babyface R. Jerkins     | 4:31       |
| 12. | "You'll Never Stand Alone"                                  | Warren                                                                    | Babyface                | 4:21       |
| 13. | "I Was Made to Love Him" (bản nhạc ẩn)                      | Henry Cosby Lula Mae Hardaway Sylvia Moy Stevie Wonder                    | Lauryn Hill             | 4:26       |

| The Club Remix – Đĩa bổ sung | The Club Remix – Đĩa bổ sung                                | The Club Remix – Đĩa bổ sung                 | The Club Remix – Đĩa bổ sung       | The Club Remix – Đĩa bổ sung |
| STT                          | Nhan đề                                                     | Sáng tác                                     | Sản xuất                           | Thời lượng                   |
| ---------------------------- | ----------------------------------------------------------- | -------------------------------------------- | ---------------------------------- | ---------------------------- |
| 1.                           | "It's Not Right, But It's Okay" (Thunderpuss 2000 Club Mix) | R. Jerkins F. Jerkins Daniels Phillips Estes | R. Jerkins Thunderpuss [b]         | 9:15                         |
| 2.                           | "My Love Is Your Love" (Wyclef Remix)                       | Jean Duplessis                               | Jean Duplessis                     | 4:10                         |
| 3.                           | "Heartbreak Hotel" (Hex Hector Radio Mix)                   | Karlin Savage Schack                         | Soulshock & Karlin Hex Hector [b]  | 4:20                         |
| 4.                           | "It's Not Right, But It's Okay" (Johnny Vicious Radio Mix)  | R. Jerkins F. Jerkins Daniels Phillips Estes | R. Jerkins Johnny Vicious [b]      | 4:14                         |
| 5.                           | "My Love Is Your Love" (Jonathan Peters' Tight Mix)         | Jean Duplessis                               | Jean Duplessis Jonathan Peters [b] | 8:23                         |

Ghi chú
- ^a  nghĩa là sáng tác bổ sung
- ^a  nghĩa là sản xuất bổ sung

## Thành phần thực hiện
Thành phần thực hiện được trích từ AllMusic.
- Babyface – nhà soạn nhạc, lập trình trống, đàn phím, nhà sản xuất, lập trình, giọng nền
- Jerry Barnes – bass
- Sherrod Barnes – guitar
- Ali Boudris – guitar mộc
- Corrado Sgandurra – guitar
- Paul Boutin – kỹ sư
- Tim Boyle – kỹ sư
- Kelvin Bradshaw – nhà soạn nhạc
- Mariah Carey – nghệ sĩ khách mời
- Sue Ann Carwell – giọng nền
- Beverly Crowder – giọng nền
- LaShawn Daniels – nhạc sĩ
- Loren Dawson – dàn dây
- Jerry "Wonda" Duplessis – nhà sản xuất
- Nathan East – bass
- Felipe Elgueta – kỹ sư
- Missy Elliott – nghệ sĩ khách mời, nhà sản xuất
- Toni Estes – giọng nền
- Faith Evans – nghệ sĩ khách mời
- Paul J. Falcone – kỹ sư, phối nhạc
- David Foster – lập trình, đàn phím, nhà sản xuất
- Jon Gass – phối nhạc
- Humberto Gatica – kỹ sư
- Sharlotte Gibson – giọng nền
- Brad Gilderman – kỹ sư, phối nhạc
- Gavin Greenaway – nhạc trưởng
- Mick Guzauski – phối nhạc
- Whitney Houston – nhà sản xuất, lập trình giọng hát, giọng chính, giọng nền, nhà soạn nhạc
- Wyclef Jean – nhạc sĩ, nhà sản xuất
- Rodney Jerkins – nhạc sĩ, lập trình trống, đàn phím, nhà sản xuất, dàn dây
- Kenneth Karlin – nhạc sĩ, lập trình, nhà sản xuất
- Larry Kimpel – bass
- Ricky Lawson – trống
- Manny Marroquin – kỹ sư, phối khí
- Bill Meyers – nhạc trưởng
- Don Murray – kỹ sư
- Kevin Parker – kỹ sư
- Greg Phillinganes – piano
- Isaac Phillips – nhạc sĩ
- Kelly Price – nghệ sĩ khách mời
- Eric Rigler – kèn túi
- William Ross – lập trình, nhạc trưởng
- Tamara Savage – nhạc sĩ
- Carsten Schack – nhạc sĩ
- Stephen Schwartz – nhạc sĩ
- Sheila E. – bộ gõ
- Daryl Simmons – nhạc sĩ
- John Smeltz – kỹ sư
- V. Jeffrey Smith – sáo
- Soulshock – lập trình, phối khí, sản xuất
- Michael Thompson – guitar
- Ryan Toby – giọng hát
- Lloyd Turner – nhạc sĩ
- Tommy Vicari – kỹ sư
- Diane Warren – nhạc sĩ
- Shanice Wilson – giọng nền
- Hans Zimmer – lập trình

## Xếp hạng
| Bảng xếp hạng (1998-2000)                | Vị trí cao nhất |
| ---------------------------------------- | --------------- |
| Album Úc (ARIA)                          | 42              |
| Album Áo (Ö3 Austria)                    | 1               |
| Album Bỉ (Ultratop Vlaanderen)           | 2               |
| Album Bỉ (Ultratop Wallonie)             | 3               |
| Canada Top Albums/CDs (RPM)              | 13              |
| Album Cộng hòa Séc (IFPI)                | 17              |
| Album Đan Mạch (IFPI Danmark)            | 3               |
| Album Hà Lan (Album Top 100)             | 1               |
| Album Châu Âu (Music & Media)            | 1               |
| Album Phần Lan (Suomen virallinen lista) | 5               |
| Album Pháp (SNEP)                        | 2               |
| Album Đức (Offizielle Top 100)           | 2               |
| Album Hy Lạp (IFPI Greece)               | 6               |
| Album Hungaria (MAHASZ)                  | 18              |
| Album Ireland (IRMA)                     | 10              |
| Album Ý (Musica e dischi)                | 8               |
| Album Nhật Bản (Oricon)                  | 11              |
| Album Malaysia (RIM)                     | 5               |
| Album New Zealand (RMNZ)                 | 12              |
| Album Na Uy (VG-lista)                   | 3               |
| Album Scotland (OCC)                     | 19              |
| Tây Ban Nha (PROMUSICAE)                 | 12              |
| Album Thụy Điển (Sverigetopplistan)      | 7               |
| Album Thụy Sĩ (Schweizer Hitparade)      | 1               |
| Album Anh Quốc (OCC)                     | 4               |
| Album Anh Quốc R&B (OCC)                 | 1               |
| Album Hoa Kỳ Billboard 200               | 13              |
| Album Hoa Kỳ Top R&B/Hip-Hop (Billboard) | 7               |

| Bảng xếp hạng (1998)                      | Vị trí |
| ----------------------------------------- | ------ |
| Album Pháp (SNEP)                         | 74     |
| Album Ý (Hit Parade)                      | 56     |
| Album Na Uy Mùa Thu (VG-lista)            | 15     |
| Bảng xếp hạng (1999)                      | Vị trí |
| Album Áo (Ö3 Austria)                     | 2      |
| Album Bỉ (Ultratop Flanders)              | 11     |
| Album Bỉ (Ultratop Wallonia)              | 24     |
| Album Đan Mạch (Hitlisten)                | 26     |
| Album Hà Lan (Album Top 100)              | 15     |
| Album Châu Âu (Music & Media)             | 4      |
| Album Pháp (SNEP)                         | 12     |
| Album Đức (Offizielle Top 100)            | 3      |
| Album Na Uy Mùa Đông (VG-lista)           | 6      |
| Album Thụy Điển (Sverigetopplistan)       | 33     |
| Album Thụy Sĩ (Schweizer Hitparade)       | 8      |
| Album Anh Quốc (OCC)                      | 15     |
| Hoa Kỳ Billboard 200                      | 30     |
| Hoa Kỳ Top R&B/Hip-Hop Albums (Billboard) | 12     |
| Bảng xếp hạng (2000)                      | Vị trí |
| Album Phần Lan (Musiikkituottajat)        | 124    |
| Hoa Kỳ Billboard 200                      | 184    |

| Bảng xếp hạng (1990–1999) | Vị trí |
| ------------------------- | ------ |
| Album Áo (Ö3 Austria)     | 25     |

## Chứng nhận
| Quốc gia                                                                           | Chứng nhận  | Số đơn vị/doanh số chứng nhận |
| ---------------------------------------------------------------------------------- | ----------- | ----------------------------- |
| Úc (ARIA)                                                                          | Vàng        | 35.000^                       |
| Áo (IFPI Áo)                                                                       | Bạch kim    | 50.000*                       |
| Bỉ (BEA)                                                                           | Bạch kim    | 50.000*                       |
| Canada (Music Canada)                                                              | 2× Bạch kim | 200.000^                      |
| Phần Lan (Musiikkituottajat)                                                       | Vàng        | 24,548                        |
| Pháp (SNEP)                                                                        | 2× Bạch kim | 600.000*                      |
| Đức (BVMI)                                                                         | Bạch kim    | 670,000                       |
| Nhật Bản (RIAJ)                                                                    | Bạch kim    | 200.000^                      |
| Hà Lan (NVPI)                                                                      | Bạch kim    | 100.000^                      |
| New Zealand (RMNZ)                                                                 | Vàng        | 7.500^                        |
| Ba Lan (ZPAV)                                                                      | Bạch kim    | 100.000*                      |
| Tây Ban Nha (PROMUSICAE)                                                           | Bạch kim    | 100.000^                      |
| Thụy Điển (GLF)                                                                    | 2× Bạch kim | 160.000^                      |
| Thụy Sĩ (IFPI)                                                                     | 3× Bạch kim | 150.000^                      |
| Anh Quốc (BPI)                                                                     | 3× Bạch kim | 900.000^                      |
| Hoa Kỳ (RIAA)                                                                      | 4× Bạch kim | 2,753,000                     |
| Tổng hợp                                                                           |             |                               |
| Châu Âu (IFPI)                                                                     | 4× Bạch kim | 4.000.000*                    |
| Toàn cầu                                                                           | —           | 10,000,000                    |
| * Chứng nhận dựa theo doanh số tiêu thụ. ^ Chứng nhận dựa theo doanh số nhập hàng. |             |                               |